# Heidemarie Schumacher
Heidemarie Schumacher (* 1949) ist eine deutsche Medienwissenschaftlerin und Romanautorin.
Die promovierte und habilitierte Medienwissenschaftlerin war über 20 Jahre als Dozentin an den Universitäten Siegen, Marburg, Erlangen und jetzt in Bonn tätig. Neben ihrer Lehrtätigkeit als Privatdozentin schreibt sie Romane, in denen aktuelle gesellschaftliche Entwicklungen, wie beispielsweise die Gentrifizierung, geschildert werden.
Heidemarie Schumacher lebt in Bonn und ist dort Vorstandsmitglied des Literaturhauses Bonn.

## Werke
- wissenschaftlich:
  - mit Peter Ludes, Peter Zimmermann (Hrsg.): Geschichte des Fernsehens in der Bundesrepublik Deutschland. Band 3. München 1994.
  - Fernsehen fernsehen. Modelle der Medien- und Fernsehtheorie. DuMont, Köln 2000.
    - Alexander Markschies: Das Leitmedium der Moderne. (Rezension dazu)
- literarisch:
  - Ein helles und ein dunkles Haus. Roman. Berlin University Press, Berlin 2011, ISBN 978-3862800025.
  - Der venezianische Therapeut. Berlin University Press, Berlin 2013, ISBN 978-3862800506.

Kriminalromane (unter Heidi Schumacher):
- Opferstein. Emons Verlag, Köln 2011.
- Canale Mortale. Emons Verlag, Köln 2012.
- Rügener Rache. Emons Verlag, Köln 2014.
- Mörderisches Semester. Edition Lempertz, Königswinter 2018.
- Tugendmord. CMZ-Verlag. Rheinbach 2019.